# L-リシン-6-モノオキシゲナーゼ (NADPH)
L-リシン-6-モノオキシゲナーゼ (NADPH)（L-lysine 6-monooxygenase (NADPH)）は、リシン分解酵素の一つで、次の化学反応を触媒する酸化還元酵素である。
L-リシン + NADPH + H+ + O2 {\displaystyle \rightleftharpoons } N6-ヒドロキシ-L-リシン + NADP+ + H2O
この酵素の基質はL-リシン、NADPH、H+とO2で、生成物はN6-ヒドロキシ-L-リシン、NADP+とH2Oである。
組織名はL-lysine,NADPH:oxygen oxidoreductase (6-hydroxylating)で、別名にlysine N6-hydroxylaseがある。